# Ménéstrandise

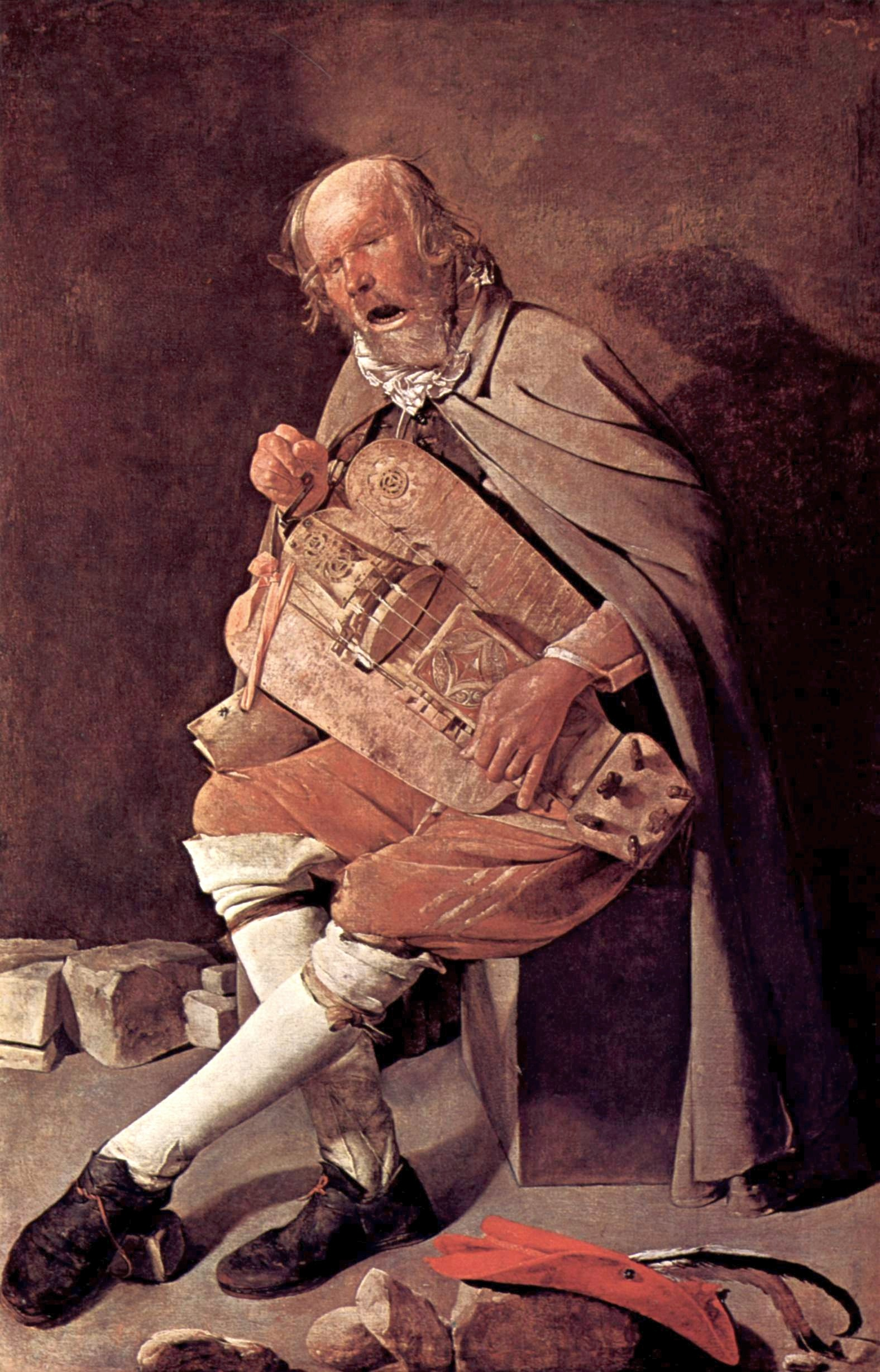
Georges de La Tour, Il suonatore di ghironda, 1624-1650, Nantes, Museo delle Belle Arti.

Con il termine Ménéstrandise (in francese, "menestrelleria") si intende una corporazione francese di musicisti, giullari e menestrelli, fondata a Parigi il 14 settembre 1321, confermata da statuti nel 1407 e 1659 ed esistita fino al 1776.

## Storia
La Ménéstrandise, o corporazione dei menestrelli, venne creata nel 1321 allo scopo di contrastare i musicisti vagabondi, la cui attività era considerata degradante. L'organizzazione raggiunse il suo apogeo nel XVI secolo.
Il musicologo François Lesure evidenziò alcuni tratti importanti della corporazione:
- La Ménéstrandise era strutturata con una ferrea gerarchia: un'assemblea ristretta di maestri, tre governatori e il direttore generale, che aveva il titolo di roi des ménétriers (re dei menestrelli) o roi des violons (re dei violini) ed era nominato personalmente dal re di Francia.
- La Ménéstrandise possedeva diversi immobili a Parigi in rue des Petits-Champs, rue Saint Martin, rue des Croissants e aveva anche la propria chiesa, chiamata Saint-Julien-des-Ménétriers, distrutta durante la rivoluzione francese.[3]
- Istruiva e formava i musicisti secondo un percorso di studi di quattro anni, riconoscendoli ufficialmente dopo un esame sostenuto alla presenza del re o di un suo luogotenente.

Tutte queste caratteristiche dimostrano che la Ménéstrandise mirava a istituzionalizzare la professione del musicista dando loro uno status sociale borghese e fornendo loro rispettabilità, segnando così un confine fra i vecchi menestrelli medioevali e i suoi membri. È dunque normale che la ghironda, il classico strumento del musicista mendicante, non fosse inclusa nell'elenco degli strumenti musicali redatto dalla Ménéstrandise.
Philippe Beaussant, però, sostiene che nella Ménéstrandise ci fossero anche suonatori di ghironda. La contraddizione sembra essere spiegata dal fatto che, inizialmente, la Ménéstrandise respingeva i suonatori di ghironda, ma, nel momento in cui la sua autorità iniziò a declinare, vennero ammessi anche mendicanti e saltimbanchi, purché paganti.
La menestrelleria fiorì nel XVI secolo, sia con gli strumenti detti "alti" (come il violino, ad esempio) che con quelli detti "bassi" (la ghironda) ed era praticata da gruppi di musicisti professionisti o semi-professionisti. In pieno XVII secolo la corporazione, allontanatasi di molto dall'ideale originario di preservare l'arte giullaresca antica, cercava ancora di imporsi sui musicisti per far pagare loro tasse e quote associative. Quando venne formalmente riconosciuta dal re Luigi XIV, nel 1659, la corporazione cercò di estendere su tutti i musicisti la propria autorità, compresi organisti, clavicembalisti e strumentisti della corte reale. Solo chi pagava la quota d'iscrizione alla Ménéstrandise poteva suonare in pubblico. Secondo il regolamento della corporazione, infatti:
La Ménéstrandise venne abolita nel febbraio 1776 a seguito della pubblicazione di un editto che sanciva la libertà delle arti e la soppressione delle vecchie corporazioni.

## Re dei menestrelli
Come accennato precedentemente, la Ménéstrandise era presieduta da un direttore, il quale prendeva il nome di roi des ménétriers o roi des violons.
Il più antico documento dove è possibile trovare un riferimento a tale ufficio è uno Stato degli ufficiali di Filippo il Bello, in cui figura, nel 1288, un non meglio identificato roi de joueurs de flûte (re dei suonatori di flauto). Sempre sotto il regno di Filippo il Bello un giocoliere di nome Jehan Charmillon, nato verso la metà del XIII secolo, nel 1295 venne nominato Roi des ménestrels de la ville de Troyes. Durante il regno di Luigi X un certo Robert ricevette il titolo di Roi des Ménestrels con un'ordinanza del 1315, quando ancora la corporazione non esisteva ufficialmente. Dopo la fondazione della Ménéstrandise, nel 1321, venne nominato direttore Robert Caveron, nel 1338, con il titolo di Roy des ménestrels du Royaume de France. A Caveron seguì Coppin de Brequin, menzionato con diversi titoli nel 1357, 1362 e 1367.
Due atti risalenti alla fine del XIV secolo indicano il titolo di Roy des Ménestriers du Royaume de France in capo a Jehan Pontevin. Jehan Boisard, detto Verdelet, succedette a Pontevin con il titolo di Roi des Ménétriers. Egli è citato in un documento del 19 febbraio 1420 per aver ricevuto un premio dal futuro Carlo VII. Boisard non restò a lungo a capo della corporazione, in quanto, pochi anni dopo, troviamo Jehan Fascien (o Facion) nominato Roy des Ménestrels. Dopo Facien, l'elenco dei direttori della corporazione si interrompe per un secolo fino a François Roussel, superiore della corporazione nel 1572, al quale succedette Claude de Bouchandon, oboista di Enrico III. A Bouchardon venne accordato, il 13 ottobre 1575, il titolo di Roy et maistre des ménestriers et de tous les joueurs d'instrumens du royaume.
Durante il regno di Enrico IV, nel 1590, Claude Nyon, violinista della camera del re, ricevette la nomina a Roy des Ménestriers, che cederà dieci anni più tardi a suo figlio Guillame Claude Nyon, detto Lafont, anch'egli violinista della camera del re. In un documento dell'8 febbraio 1600 è menzionato come Roy des joueurs d'instrumens par tout le royaume. Non si sa nulla dei suoi figli, ma certamente non gli succedettero nella carica di direttore della Ménestrandise in quanto, il 7 marzo 1620, viene menzionato con il titolo di Roy des joueurs d'instrumens François Rishomme, violinista reale. Quattro anni dopo, il 12 dicembre 1624, Luigi XIII nominò Louis Costantin, violinista di corte, come Roy et maître des ménétriers et de tous les joueurs d'instrumens, tant haut que bas du royaume. Costantin, autore di numerosi brani a cinque e sei voci per violini, viole e basso continuo, fu uno dei musicisti più famosi ai suoi tempi. Suo figlio Jean Costantin, nel 1657, figurò come uno dei ventiquattro violinisti della camera del re.
A Costantin succedette, nel 1641, Claude Dumanoir. Quest'ultimo, il 21 novembre 1657, cedette l'incarico al proprio nipote, Guillame Dumanoir, uno dei ventiquattro violinisti della camera del re, che ricevette da Luigi XIV il titolo di Roi des violons, maître à danser et joueurs d'instrumens tant haut qua bas. Quando Guillame Dumanoir si dimise, il 15 agosto 1668, il titolo passò a suo figlio omonimo, Guillame II Dumanoir. Dopo le dimissioni di quest'ultimo, nel 1695, Luigi XIV non nominò un suo successore, lasciando il titolo vacante. In seguito, nel 1741, Luigi XV nominò Jean Pierre Guignon a capo della corporazione.
Dimettendosi, nel 1773, Guignon chiese la soppressione della Ménéstrandise, ormai considerata anacronistica. Luigi XV, con un editto del marzo 1773, accettò le dimissioni di Guignon e soppresse l'ufficio di re dei menestrelli. La corporazione venne poi abolita nel febbraio 1776.

## Controversie

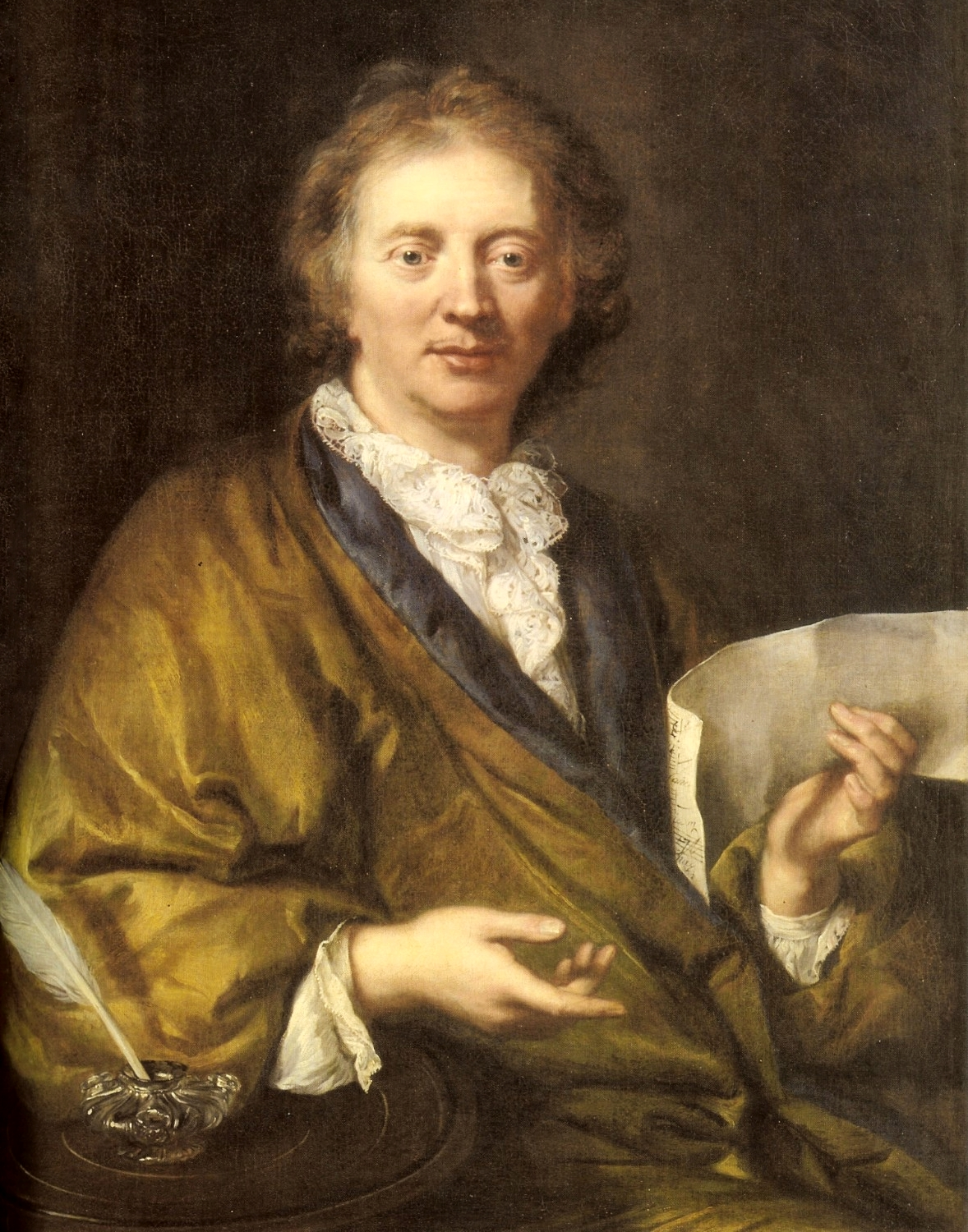
François Couperin.

L'alta considerazione di cui godevano i musicisti della cappella reale, i quali non facevano parte della Ménéstrandise, l'istituzione della Reale Accademia della Danza (1661), dell'Accademia francese d'opera in versi e in musica (1669) e della Regia Accademia Musicale (1672) causarono il declino della Ménéstrandise e il conflitto fra i suoi membri e gli altri musicisti.
Nel 1693 un gruppo di compositori, fra i quali François Couperin, presentarono a Luigi XIV una protesta contro la corporazione, accusandola di essere troppo restrittiva nei riguardi della libertà dei musicisti. Una protesta simile venne presentata anche nel 1707, e, in entrambi i casi, lo strapotere della corporazione venne ridimensionato. Couperin, per l'occasione, scrisse una suite per clavicembalo intitolata Les Fastes de la grande et ancienne Mxnxstrxndxsx (il titolo, in caratteri enigmatici, era per evitare di essere citato in giudizio dalla corporazione), appositamente composta come satira per mettere alla berlina i membri della corporazione stessa. Secondo i musicisti colti, infatti, i membri della Ménéstrandise non erano altro che giocolieri, ghirondai e buffoni con scimmie ammaestrate, ignoranti di musica, che pretendevano il pagamento di tributi assurdi.
Nella Raccolta di editti, decreti del consiglio del Re, lettere patenti, memorie e decisioni del Parlamento per i musicisti del regno, pubblicato da Christophe Pierre Robert Ballard nel 1774 a cura del Corpo della Musica di Sua Maestà, si trova una cronaca del conflitto fra corporazione e musicisti di altri enti:
Effettivamente, la libertà musicale fu alla base di diversi problemi. La prima denuncia fu quella fatta da Guillaume Dumanoir, direttore generale della Ménéstrandise, che, nell'aprile 1662, si oppose alla creazione dell'Accademia della Danza. Le sue petizioni suscitarono una risposta dettagliata degli accademici parigini, con un discorso per dimostrare che la danza, nella sua parte più nobile, non aveva bisogno di strumenti musicali. Guillaume Dumanoir perse il processo il 30 agosto 1662, ma si vendicò scrivendo il libello Le mariage de la musique avec la dance, contenant la réponce au livre des treize prétendus Académistes, touchant ces deux arts, pubblicato nel 1664.
Quando, dieci anni dopo, venne istituita la Regia Accademia Musicale e si esentarono i maestri di danza dell'accademia dal presentare le loro credenziali alla Ménéstrandise, Guillame II Dumanoir, figlio omonimo di Guillaume Dumanoir e nuovo direttore della Ménéstrandise, tentò di obbligare i docenti a presentare le loro credenziali e a pagare le tasse di iscrizione alla corporazione per quanto riguardava le loro attività al di fuori della Regia Accademia Musicale, come balli, matrimoni e concerti. Un decreto del consiglio reale, però, diede torto a Dumanoir. La Ménéstrandise, dunque, non aveva più il monopolio sulle attività dei musicisti. Forti di questo decreto, il 28 aprile 1682 i maestri di danza ottennero il monopolio sull'insegnamento della danza, potendola insegnare senza essere iscritti alla corporazione. Dumanoir, il quale non poteva sopportare che questi maestri lasciassero la Ménéstrandise, denunciò l'Accademia Reale della Danza e ottenne, il 2 novembre 1691, dopo dieci anni di contenzioso, che i membri della Ménéstrandise potessero, in concorrenza con i membri dell'Accademia, riconoscere titoli di maestro e dare lezioni di danza.
Nella Dichiarazione del Re sulle regole per le funzioni dei giurati ufficiali per la comunità dei maestri di danza, dei suonatori di strumenti, sia alti che bassi, e degli oboisti della città e dei sobborghi di Parigi, al fine di porre fine alle lamentele, si stabilì che nessuno potesse danzare o tenere spettacoli senza essere in possesso del titolo riconosciuto di maestro, a eccezione dei tredici membri della Reale Accademia della Danza, i quali avrebbero potuto continuare a esercitare la loro arte in completa libertà. Dopo questa decisione, Dumanoir, accusato di continui litigi, si dimise e venne sostituito da quattro giurati.
Questi giurati fecero una nuova denuncia, questa volta contro gli insegnanti di clavicembalo, i compositori e gli organisti della cappella reale che rifiutavano di iscriversi alla Ménéstrandise. Il 10 luglio 1693 gli insegnanti di clavicembalo, guidati da Nicolas Lebègue, Guillaume Gabriel Nivers, Jean Buterne e François Couperin, risposero duramente. La lite continuò per altri due anni. Nel maggio del 1695 una decisione definitiva della corte si espresse in favore dei compositori, degli organisti e degli insegnanti di clavicembalo contro i giurati della Ménéstrandise.